# جورج دبليو. هاردي جونيور
جورج دبليو. هاردي جونيور (بالإنجليزية: George W. Hardy, Jr.)‏ هو قاضي ومحامي أمريكي، ولد في 15 يناير 1900 في كورسيكانا في الولايات المتحدة، وتوفي في 15 يوليو 1967 في شريفبورت في الولايات المتحدة.